# Ritonia barbigera
Ritonia barbigera är en akantusväxtart som beskrevs av Raymond Benoist. Ritonia barbigera ingår i släktet Ritonia och familjen akantusväxter. Inga underarter finns listade i Catalogue of Life.